# Гбехо, Виктор
Джеймс Виктор Гбехо (англ. James Victor Gbeho; родился 12 января 1935 года, Кета, Золотой Берег) — ганский юрист и дипломат. Президент Комиссии ЭКОВАС с 16 февраля 2010 по 1 марта 2012 года.

## Биография
Виктор Гбехо был постоянным представителем Ганы в Организации Объединённых Наций в течение многих лет. В июле 1994 года Генеральный секретарь ООН назначил его специальным представителем в Сомали. В сентябре 1995 года Джерри Ролингс, как председатель ЭКОВАС, назначил Гбехо специальным представителем ЭКОВАС по Либерии. Сын Филипа Гбехо, дядя Комлы Думора.
В течение последнего срока полномочий президента Джерри Ролингса с 1997 по 2001 год, Гбехо занимал пост министра иностранных дел Ганы. Он также был членом парламента с января 2001 по январь 2005 года. Затем был советником по внешней политике в правительство президента Миллза.
16 февраля 2010 года избран президентом Комиссии Экономического сообщества стран Западной Африки (ЭКОВАС).